# رجال تحت الشمس (فلم)
رجال تحت الشمس هو وثائقي للمخرج الفلسطيني محمد شاهين وهو الجزء الثاني من ثلاثية رجال تحت الشمس، والذي يحكي عن القضية الفلسطينية والمقاومة، حاصل على الجائزة الفضية في مهرجان قرطاج عام 1970، وشارك في تمثيله يوسف حنا، وعاطفة الخالدي.

## أحداث الفيلم
تجري احداثه حول الرواية الأولى الشهيرة للأديب الفلسطيني غسان كنفاني، التي تحكي قصة ثلاثة لاجئين فلسطينيين، يهربون من قسوة العيش في المخيمات إلى الكويت، تحت لفح الشمس الحارقة، يقوم بتهريبهم رجل عجوز يدعى (أبو الخيزران) فقد رجولته في إحدى الحروب في خزان مياه مغلق عبر الصحراء. يتحدث هذا الجزء عن معلم المدرسة الموزع بين أحلام اليقظة التي يسردها لتلاميذه الصغار، وبين حقيقة الحياة التي يعيشها، فلا بد من أمان أكبر وأشمل لتحقيق ما يحلم به ولا بد من إتخاذ موقف ليس من أجل الآخرين فحسب بل أيضاً من أجل خلاص ذاته ولو كلفه ذلك حياته.

## طاقم العمل
1. يوسف حنا.[4]
2. ريجينه ألبشرت.
3. سليم موسى.
4. عاطفة الخالدي.
5. خالد تاجا.
6. نبيلة النابلسي.